# NGC 7604
NGC 7604 é uma galáxia lenticular (S0) localizada na direcção da constelação de Pisces. Possui uma declinação de +07° 25' 48" e uma ascensão recta de 23 horas, 17 minutos e 51,9 segundos.
A galáxia NGC 7604 foi descoberta em 29 de Novembro de 1864 por Albert Marth.